# Keisei Tominaga
Keisei Tominaga (født 1. februar 2001 i Moriyama-ku) er en japansk basketballspiller som deltog i de olympiske lege 2020.